# Lou Reed Live
Lou Reed Live är ett livealbum med rockmusikern Lou Reed, utgivet 1975. Det spelades in 21 december 1973 under en spelning på Howard Stein's Academy of Music i New York, samma spelning som det tidigare utgivna livealbumet Rock n' Roll Animal från 1974. Lou Reed Live är helt enkelt de låtar som blev över från det albumet. Materialet är hämtat från albumen Transformer, Berlin och The Velvet Underground and Nico.

## Låtlista
Samtliga låtar skrivna av Lou Reed.
1. "Vicious" - 5:58
2. "Satellite of Love" - 5:59
3. "Walk on the Wild Side" - 4:53
4. "I'm Waiting for the Man" - 3:39
5. "Oh, Jim" - 10:40
6. "Sad Song" - 7:29

## Medverkande
- Lou Reed - gitarr, keyboards, sång
- Ray Colcord - keyboards
- Whitey Glan - trummor
- Steve Hunter - gitarr
- Prakash John - bas, sång
- Dick Wagner - gitarr, sång